# Deutsche Gesellschaft für Asienkunde
Die Deutsche Gesellschaft für Asienkunde e. V. ist eine wissenschaftliche Fachgesellschaft, deren Zweck die Förderung und Vermittlung wissenschaftlich gesicherter Kenntnisse von Asien ist. Sie wurde in Bonn am 17. März 1966 als „Deutsche Gesellschaft für Ostasienkunde“ gegründet. Ihr Sitz ist Hamburg. Von 1977 bis 1981 hieß sie „Deutsche Gesellschaft für Ost- und Südostasienkunde e. V.“; seit 1981 trägt sie den heutigen Namen.

## Geschichte
Die Gründung geht auf eine Initiative der Volkswagen-Stiftung zurück, die Mitte Februar 1967 zu einem Ostasiengespräch nach Bonn einlud. Die Gesellschaft sollte sich aktiv um den Ausbau der wissenschaftlichen Kontakte mit Ostasien bemühen und das Interesse am ostasiatischen Raum stärken. Zweck der Gesellschaft ist es, das Studium des gegenwärtigen Asien zu fördern, wissenschaftlich gesicherte Kenntnisse zu verbreiten, den Austausch wissenschaftlicher Informationen, Erfahrungen und Ideen zu beleben sowie die Zusammenarbeit der hieran interessierten Personen und Institutionen auf nationaler und internationaler Ebene zu intensivieren.
Dieser Zweck sollte u. a. erreicht werden durch Veröffentlichungen, Tagungen, Vorträge und Ausstellungen sowie die Förderung des wissenschaftlichen und kulturellen Austausches mit ostasiatischen Ländern. Die Gesellschaft trat außerdem für den Ausbau und die Vermehrung der Lehrstühle und wissenschaftlichen Einrichtungen für Ostasienkunde in der Bundesrepublik Deutschland ein und unterstützte die Bestrebungen, im Rahmen der Schule, Berufsbildung und Erwachsenenbildung Interesse und Verständnis für Ostasien zu wecken und zu mehren.
Zu den wesentlichen Aktivitäten der Deutschen Gesellschaft für Ostasienkunde in den ersten zehn Jahren ihres Bestehens gehörte die Durchführung eines Stipendienprogramms zu den gegenwartsbezogenen Ostasienwissenschaften und die Erarbeitung eines China-Handbuchs mit über 300 Stichworteinträgen und in Zusammenarbeit mit dem Institut für Asienkunde. Seit Herbst 1971 veranstaltete die Deutsche Gesellschaft für Ostasienkunde in Bochum und Hamburg Ferien-Intensivkurse in Japanisch und Chinesisch für Anfänger. In Hamburg wurde ein eigenes Sprachlabor durch die Gesellschaft betrieben.

## Ausweitung der Aktivitäten
Mit der zunehmenden Bedeutung der Länder Südostasiens entstand der Wunsch, die Region Südostasien in den Arbeitsbereich der Gesellschaft einzubeziehen. So beschloss die Mitgliederversammlung am 16. April 1977, den Aufgabenbereich zu erweitern und die Gesellschaft in „Deutsche Gesellschaft für Ost- und Südostasienkunde e. V.“ umzubenennen. Schon wenig später fing man an, die Ausweitung der Gesellschaft auf ganz Asien zu diskutieren, um Indien und seinen Nachbarstaaten mehr Bedeutung zuzumessen. So kam es am 25. April 1981 zur neuerlichen Umbenennung in „Deutsche Gesellschaft für Asienkunde e. V.“ mit gleichzeitiger Bildung von wissenschaftlichen Beiräten zu China, Japan/Korea, Südostasien und Südasien.

## Publikationen
Die Gesellschaft brachte zwei- bis dreimal im Jahr die „Mitteilungen der Koordinierungsstelle für gegenwartsbezogene Ostasienforschung“ heraus. Seit Herbst 1975 wurden die Aufgaben der früher vom Münchner Institut für Ostasienkunde herausgegebenen sinologischen und japanologischen Newsletters übernommen und damit systematisch über die Lehrveranstaltungen berichtet. Von Anfang an stand der Wunsch zur Koordinierung im Bereich der Ostasienwissenschaften auf dem Programm der Gesellschaft.
Seit Oktober 1981 gibt die Gesellschaft vierteljährlich die Publikation „Asien - Deutsche Zeitschrift für Politik, Wirtschaft und Kultur“ heraus. Ältere Ausgaben dieser Zeitschrift hält die Universitätsbibliothek Heidelberg nach Ablauf eines Jahres zum Download bereit.

## Vorsitzende
- Georg Ferdinand Duckwitz, Botschafter a. D.
- Gebhardt von Walther, Botschafter a. D.
- Fritz van Briessen, Botschafter a. D.
- Wolfgang Franke, Botschafter a. D.
- Hermann Schmitt-Vockenhausen, Vizepräsident des Deutschen Bundestages
- Günter Diehl, Botschafter a. D.
- Hans Klein, Journalist, Vizepräsident des Deutschen Bundestages
- Peter Christian Hauswedell, Botschafter a. D.
- Rahul Peter Das, Südasienwissenschaftler und Indologe
- Doris Fischer, Sinologin

## Themen der Gesellschaft
Die Gesellschaft hat sich auf Veranstaltungen unter anderem folgenden wichtigen Themen gewidmet:
- 20 Jahre Volksrepublik China (1971)
- The People's Republic of China: Continuity and Change (1973)
- Indien in den 90er Jahren: Politisch-soziale und wirtschaftliche Rahmenbedingungen (1988), *Sozialistische und planwirtschaftliche Systeme Asiens im Umbruch (1989),
- Europa und Asien. Wandel und Kontinuität (1990)
- Die wirtschaftliche Entwicklung der Schwellenländer Asiens (1990),
- Politische und wirtschaftliche Zusammenhänge von Bevölkerungsbewegungen in Asien (1991), *Asien nach dem Ende der Sowjetunion (1992),
- Nationalismus und regionale Kooperation in Asien (1993),
- Wirtschaftliches Engagement im asiatisch-pazifischen Raum. Politische Risiken und Rahmenbedingungen" (1994)
- Das neue Selbstbewusstsein in Asien – eine geistig-kulturelle Herausforderung für den Westen? (1995).